# Felicity (Ohio)
Felicity és una població dels Estats Units a l'estat d'Ohio. Segons el cens del 2000 tenia 922 habitants.

## Demografia
Segons el cens del 2000, Felicity tenia 922 habitants, 344 habitatges, i 232 famílies. La densitat de població era de 1.318,5 habitants/km².
Dels 344 habitatges en un 35,8% hi vivien nens de menys de 18 anys, en un 45,6% hi vivien parelles casades, en un 16,9% dones solteres, i en un 32,3% no eren unitats familiars. En el 27,6% dels habitatges hi vivien persones soles el 14% de les quals corresponia a persones de 65 anys o més que vivien soles. El nombre mitjà de persones vivint en cada habitatge era de 2,68 i el nombre mitjà de persones que vivien en cada família era de 3,27.
Per edats la població es repartia de la següent manera: un 31,6% tenia menys de 18 anys, un 9,2% entre 18 i 24, un 26,9% entre 25 i 44, un 20,1% de 45 a 60 i un 12,3% 65 anys o més.
L'edat mediana era de 31 anys. Per cada 100 dones de 18 o més anys hi havia 87,8 homes.
La renda mediana per habitatge era de 20.781 $ i la renda mediana per família de 25.625 $. Els homes tenien una renda mediana de 31.136 $ mentre que les dones 18.750 $. La renda per capita de la població era de 10.490 $. Aproximadament el 29,2% de les famílies i el 34,9% de la població estaven per davall del llindar de pobresa.

## Poblacions més properes
El següent diagrama mostra les poblacions més properes.